# Eptingen
Eptingen est une commune suisse du canton de Bâle-Campagne, située dans le district de Waldenburg.

## Géographie

Vue aérienne de 3000 m par Walter Mittelholzer (1923)

Le territoire d'Eptingen s'étend sur 11,19 km2. Lors du relevé de 2013-2018, les surfaces d'habitations et d'infrastructures représentaient 5,4 % de sa superficie, les surfaces agricoles 46,2 %, les surfaces boisées 48,3 % et les surfaces improductives 0,4 %.

## Histoire
Situé au pied du Belchenflue, le village est mentionné pour la première fois en 1145 sous le nom d’Ebittingen. Pendant le Moyen Âge, deux villages existent, Wild-Eptingen, un village aujourd'hui disparu et Ruch-Eptingen, à l'emplacement du village actuel situé 100 mètres plus bas dans la vallée. Gardant les deux villages, deux châteaux-forts (Schanz et Witwald) sont bâtis à la même époque. 
En 1487, la seigneurie est vendue à la ville de Bâle et devient une commune qui passe à la réforme protestante en 1529. Dès le XVIIIe siècle, la passementerie s'implante dans le village, offrant ainsi aux habitants une alternative à l'agriculture et l'élevage. 
De nos jours encore, la commune est largement tournée vers l'agriculture, la production de fourrages et l'élevage.

## Transport
La liaison entre Eptingen et la gare de Sissach est assurée par un service de diligence dès 1860 environ, puis par un car postal dès 1917. Lors de la construction en 1963 de l'autoroute A2, la commune s'est trouvée amputée de quelques hectares.

## Les eaux
Le village est connu depuis les années 1970 pour ses eaux qui sont décrites pour la première fois par Theodor Zwinger III. Entre 1700 et 1914, la commune devient une station de cure thermale. De plus, depuis 1900, l'eau minérale est exploitée sous la marque Eptinger dans une usine où 75 employés produisent entre 400 000 et 500 000 bouteilles par jour.